# Cerodontha pusilla
Cerodontha pusilla este o specie de muște din genul Cerodontha, familia Agromyzidae, descrisă de Zlobin în anul 1997. Conform Catalogue of Life specia Cerodontha pusilla nu are subspecii cunoscute.